# Tyrannochthonius hypogeus
Tyrannochthonius hypogeus es una especie de arácnido  del orden Pseudoscorpionida de la familia Chthoniidae.

## Distribución geográfica
Se encuentra en Kentucky (Estados Unidos).